# 長谷川藤七
長谷川 藤七（はせがわ とうしち、1896年〈明治29年〉5月21日 - 1977年〈昭和52年〉2月10日）は、昭和時代の政治家。実業家。山口県徳山市長。

## 経歴
1912年（明治45年）3月、岡山商業学校卒業。1940年（昭和15年）4月、東亜窯業会社技師長を経て、1942年（昭和17年）11月に小野田耐火工業社長を務めたのち、1947年（昭和22年）4月に徳山市の初代公選市長に当選した。
幹線道路の幅を36メートルに広げるなど当時としては桁外れな土地区画整理事業により猛烈な反対運動が生じたが、戦災復興およびのちの徳山市の発展の基礎固めとなる施策であった。ほか、公共的建物の統合配置による官公街の形成や公園緑地の適正配置による都市の美観を図ることを目指した。1948年（昭和23年）には徳山大博覧会を開催した。
市長退任後は山口工業短期大学理事長、同学長、山陽高等電波学校長などを歴任した。